# 馬島草鴞
馬島草鴞（學名：Tyto soumagnei），是馬達加斯加稀有的一種貓頭鷹。牠們最初於1878年被發現，但當時差不多對牠們一無所知，直至1993年世界自然基金會重新發現牠們為止。牠們因失去棲息地而被列為瀕危。
馬島草鴞像倉鴞，很易混淆，不過牠們較為細小，只有30厘米長，身體呈橙色及有細小的黑點。牠們棲息在島內東部潮濕的常綠林中，主要分佈在原生林及次生林。牠們吃哺乳動物，如馬島蝟科及黑髯鼠屬。牠們會在樹穴中築巢。

## 外部連結
- BirdLife International